# Patos (Brazília)
Patos város Brazíliában,  államban. 

## Népesség
A település népességének változása: